# (181298) Ladányi
(181298) Ladányi, désignation internationale (181298) Ladanyi, est un astéroïde de la ceinture principale.

## Description
(181298) Ladanyi est un astéroïde de la ceinture principale. Il fut découvert le 17 août 2006 à Piszkesteto par Krisztián Sárneczky. Il présente une orbite caractérisée par un demi-grand axe de 3,03 UA, une excentricité de 0,13 et une inclinaison de 16,8° par rapport à l'écliptique.

## Compléments